# Government Communications Headquarters
Government Communications Headquarters, förkortat GCHQ, är en brittisk underrättelsetjänst som arbetar med informationsinsamling genom signalspaning.

## Historia
GCHQ bildades ursprungligen som Government Code and Cypher School (GC&CS) 1 november 1919 efter att de två separata underrättelsekontor som under första världskriget låg under Storbritanniens armé respektive Royal Navy slagits samman för att bilda en enhetlig, gemensam myndighet. GC&CS hamnade under Amiralitetets ansvar och hade som huvuduppdrag att knäcka främmande makters chiffer och utläsa krypterad kommunikation. 1922 överfördes myndigheten till Utrikesministeriet eftersom den nästan enbart hanterade diplomatisk kommunikation och ingenting av strikt militärt värde. Desto mer att göra fick man under andra världskriget då man arbetade med att försöka knäcka krypteringsmaskinerna Enigma och Lorenz som användes av tyskarna. Myndigheten hade kontor runtom i Brittiska imperiet, från Hongkong och Singapore till Delhi och Mombasa. 1946 döptes Government Code and Cypher School om till Government Communications Headquarters.
Efter andra världskriget började GCHQ dela all sin insamlade information med den amerikanska motsvarigheten National Security Agency. Detta sker än idag inom ramen för UKUSA-samarbetet mellan USA, Storbritannien, Kanada, Australien och Nya Zeeland.

## Verksamhet
Den legala grunden för GCHQ:s verksamhet finns i lagarna Intelligence Services Act 1994 och Regulation of Investigatory Powers Act 2000 som bland annat fastslår typen av signalspaning som får bedrivas, måltavlor för spioneriet och i vilken omfattning data får samlas in. Interna dokument som har offentliggjorts genom den amerikanske visselblåsaren Edward Snowden har visat att GCHQ bedriver en mycket omfattande, global övervakning via internet samt genom elektronisk avlyssning. Officiellt grundar sig denna typen av massövervakning i terrorbekämpning.

### Övervakning på internet
Genom övervakningsprogrammet Tempora ska GCHQ ha fått direkt tillgång till all data som samlas in genom NSA:s egna övervakningsprogram PRISM. Mål för denna typ av massövervakning är miljontals internetanvändare över hela världen som använder tjänster från bland andra Google, Facebook, Microsoft, Apple, Yahoo och Skype. En av metoderna för datainsamling är att hacka människors konversationer via webbkamera och samla in bilder. På bara en sexmånadersperiod 2008 samlade man på så sätt in webbkamerabilder från över 1,8 miljoner människor varav uppemot 11 % var av sexuell karaktär. Detta program, kallat Optic Nerve, är specifikt riktat mot Yahoo och lagrar enorma mängder data från individer utan särskild brottsmisstanke.

### Syn på journalism
Enligt dokument läckta av Edward Snowden och publicerade av The Guardian har GCHQ beskrivit journalister som "ett potentiellt hot mot säkerhet".